# 野村豊和

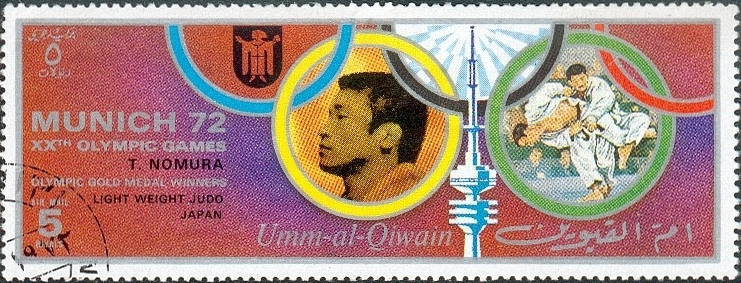
野村豊和

野村 豊和（のむら とよかず、男性、1949年7月14日 - ）は、日本の柔道家。奈良県広陵町生まれ。1972年ミュンヘンオリンピック柔道男子70kg級金メダリスト。天理高校 - 天理大学 - 博報堂 - 和歌山県高校職員。得意技は背負投、一本背負投、巴投。身長163cm。

## 年譜
- 1949年7月、奈良県北葛城郡広陵町に生まれる。父は地元・奈良で道場を開く柔道師範、兄はロサンゼルスオリンピック金メダリストの細川伸二ら名選手を育てた天理高校柔道部監督、甥は後にオリンピック3連覇を果たした野村忠宏という柔道一家。
- 1972年ミュンヘンオリンピック軽中量級で優勝[1]。
- 1973年の世界選手権軽中量級でも優勝。
- 1985年、広陵町名誉町民に。
- 2005年4月3日、奈良県広陵町竹取公園に記念碑「金メダルの塔」が完成。

## 戦績
- 1967年 - インターハイ　中量級　優勝
- 1969年 - 世界柔道選手権 軽量級準優勝
- 1970年 - アジア選手権　軽中量級　優勝
- 1971年 - 世界柔道選手権 軽量級準優勝
- 1971年 - 全日本学生柔道選手権大会　軽量級　優勝
- 1972年 - 全日本選抜体重別柔道選手権 軽中量級優勝
- 1972年 - ミュンヘンオリンピック 軽中量級優勝

決勝：アントニ・ザイコウスキー（背負い投げ 27秒）
準決勝：アナトリー・ノビコフ（3分39秒）
3回戦：アントニ・ザイコウスキー（3分47秒）
2回戦：アンタル・ヘテニ（3分12秒）
1回戦：王榮錫（57秒）
- 1973年 - 世界柔道選手権 軽中量級（70kg以下）優勝

決勝：ヘトガー（合わせ技 2分39秒）